# Пронино (Костромская область)
Пронино — деревня в составе Дмитриевского сельского поселения Галичского района Костромской области России.

## География
Деревня расположена у реки Тёбза, недалеко от места впадения в неё рек Пойма и Поздыш.
Деревня расположена у железнодорожной линии Кострома—Галич Северной железной дороги. В деревне находится одноименная железнодорожная платформа.

## История
Согласно Спискам населённых мест Российской империи в 1872 году деревня относилась к 1 стану Галичского уезда Костромской губернии. В ней числилось 23 двора, проживали 91 мужчина и 118 женщин.
Согласно переписи населения 1897 года в деревне проживало 186 человек (62 мужчины и 124 женщины).
Согласно Списку населённых мест Костромской губернии в 1907 году деревня относилась к Холмовской волости Галичского уезда Костромской губернии. По сведениям волостного правления за 1907 год в ней числилось 42 крестьянских двора и 192 жителя. В деревне имелась школа. Основными занятиями жителей деревни были малярный и кошатн. промыслы.
До муниципальной реформы 2010 года деревня являлась административным центром Пронинского сельского поселения.